# コロナ (惑星地質学)
コロナ（英語: Corona）またはコロナ地形と惑星地質学で呼ばれているのは、惑星およびその衛星（惑星の月）の表面にあるオボイド型地形である。コロナは、金星と天王星の第5衛星のミランダの両方に出現していることが確認されており、地表下の暖かい物質の湧昇流によって形成されている可能性がある。

## 金星上のコロナ

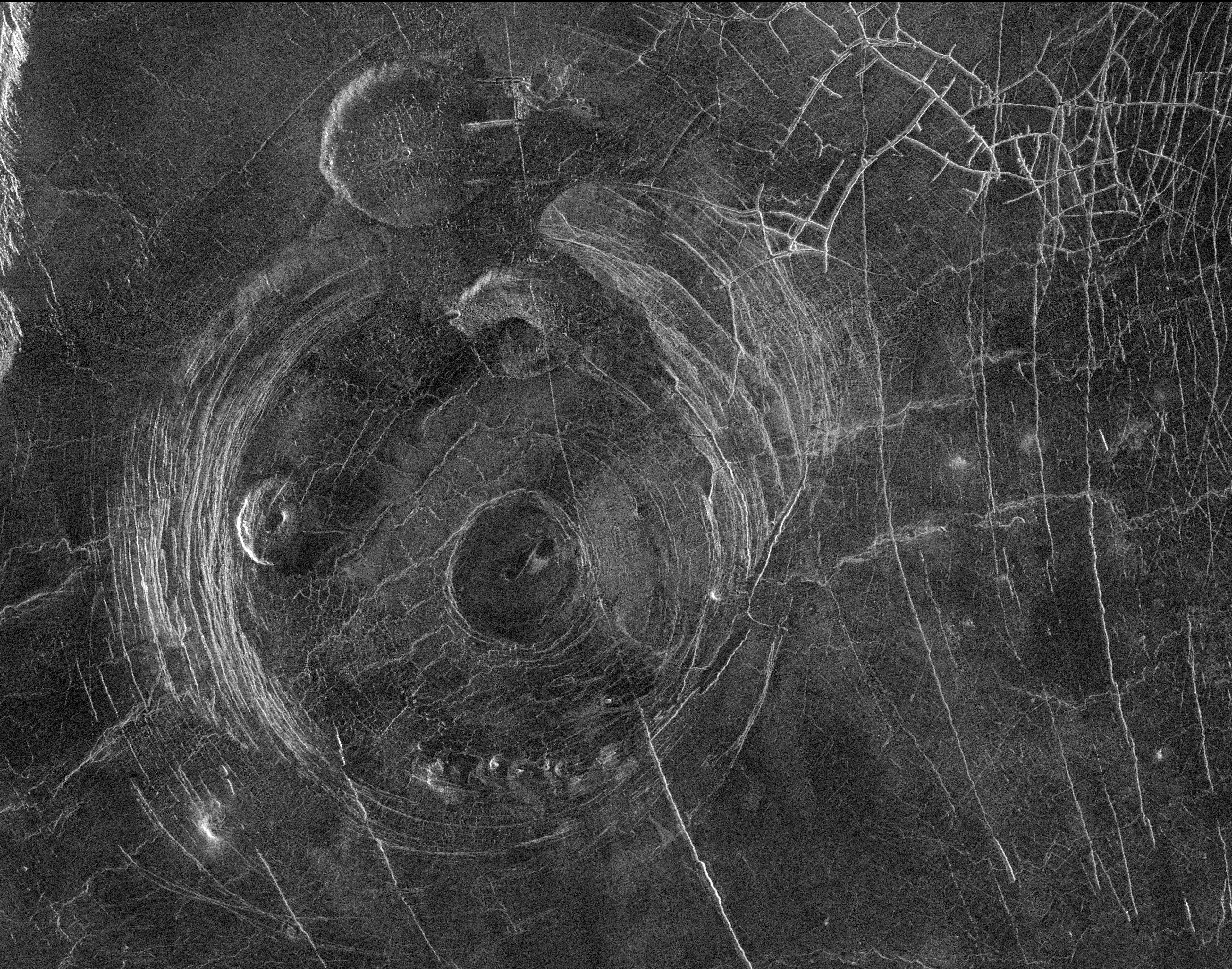
金星上のフォトラ・コロナ

金星の地球力学的表面（Geodynamics of Venus）は、玄武岩質火山活動のパターンと、高度に変形したテッセラ地形（Tessera）や同心円状に破砕されたコロナなどの圧縮および伸長構造変形によって支配されている。金星ではコロナは大きく（通常、直径数百キロメートル）、冠（コロナ）のような火山になっているという特徴がある。
コロナが最初に特定されたのは1983年で、ソビエト連邦のベネラ15号とベネラ16号の宇宙船に搭載されたレーダー画像装置が、以前は衝突クレーターと考えられていたいくつかの特徴の高解像度画像を生成した。
コロナはマントル内の上昇する高温物質の押し上げ物が地殻を上向きに押し上げて、ドーム型にしたときに形成されると考えられている。その後、溶融マグマが冷えて側面から漏れ出し、王冠のような構造がコロナとして残る。
金星で最大のコロナは直径2,100kmの「アルテミス・コロナ」で、次いで「ヘンオー・コロナ」などがある。

## ミランダ上のコロナ
天王星の第5衛星のミランダ上の「インヴァネス・コロナ」など複数の小さなオボイド型地形は、そのサイズに比べても非常に大きいコロナを特徴としている。それらはダイアピル（Diapir）によって、氷が溶けて湧昇流として形成されている可能性がある。

## 参照項目
- 惑星地質学